# Jägala-Joa
Jägala-Joa est un village situé dans la Commune de Jõelähtme du Comté de Harju en Estonie.
Au 31 décembre 2011, le village compte 45 habitants.